# Quatre de couple masculin aux Jeux olympiques d'été de 2024
Cet article traite de l'épreuve masculine. Pour la compétition féminine, voir Quatre de couple féminin aux Jeux olympiques d'été de 2024.
Navigation
Tokyo 2020 Los Angeles 2028
L'épreuve masculine de quatre de couple des Jeux olympiques d'été de 2024 de Paris a lieu au stade nautique olympique de Vaires-sur-Marne du 27 au 31 juillet 2024.

## Médaillés
| Or                                                                            | Argent                                                                     | Bronze                                                                          |
| Pays-Bas - Finn Florijn - Koen Metsemakers - Lennart van Lierop - Tone Wieten | Italie - Luca Chiumento - Giacomo Gentili - Andrea Panizza - Luca Rambaldi | Pologne - Fabian Barański - Mateusz Biskup - Dominik Czaja - Mirosław Ziętarski |

## Programme
| Date                | Heure   | Tour      |
| ------------------- | ------- | --------- |
| Samedi 27 juillet   | 09 h 00 | Séries    |
| Lundi 29 juillet    | 09 h 30 | Repêchage |
| Mercredi 31 juillet | 09 h 30 | Finale    |

## Résultats détaillés

### Séries
Les deux premiers de chaque série sont qualifiés pour la finale A (FA), les autres vont en repêchage (R).
| Rang | Couloir | Rameurs                                                                       | Pays            | Temps         | Notes |
| ---- | ------- | ----------------------------------------------------------------------------- | --------------- | ------------- | ----- |
| 1    |         | Lennart van Lierop Finn Florijn Tone Wieten Koen Metsemakers                  | Pays-Bas        | 5 min 41 s 69 | Q     |
| 2    |         | Thomas Barras Callum Dixon Matthew Haywood Graeme Thomas                      | Grande-Bretagne | 5 min 44 s 82 | Q     |
| 3    |         | Anton Finger Max Appel Tim Ole Naske Moritz Wolff                             | Allemagne       | 5 min 46 s 90 | R     |
| 4    |         | Kristoffer Brun Oscar Stabe Helvig Jonas Slettemark Juel Erik André Solbakken | Norvège         | 5 min 50 s 48 | R     |
| 5    |         | Leontin Nutescu Andrei Lungu Florin Bogdan Horodisteanu Ioan Prundeanu        | Roumanie        | 5 min 51 s 14 | R     |

| Rang | Couloir | Rameurs                                                         | Pays    | Temps         | Notes |
| ---- | ------- | --------------------------------------------------------------- | ------- | ------------- | ----- |
| 1    |         | Luca Chiumento Luca Rambaldi Giacomo Gentili Andrea Panizza     | Italie  | 5 min 43 s 31 | Q     |
| 2    |         | Fabian Barański Mateusz Biskup Dominik Czaja Mirosław Ziętarski | Pologne | 5 min 44 s 39 | Q     |
| 3    |         | Dominic Condrau Jan Jonah Plock Scott Bärlocher Maurin Lange    | Suisse  | 5 min 49 s 50 | R     |
| 4    |         | Tõnu Endrekson Mikhail Kushteyn Johann Poolak Allar Raja        | Estonie | 5 min 52 s 04 | R     |

### Repêchage
Les deux premières embarcations du repêchage se qualifient pour la finale A (FA), les autres vont en finale B (FB).
| Rang | Couloir | Rameurs                                                                       | Pays      | Temps         | Notes |
| ---- | ------- | ----------------------------------------------------------------------------- | --------- | ------------- | ----- |
| 1    |         | Anton Finger Max Appel Tim Ole Naske Moritz Wolff                             | Allemagne | 5 min 52 s 39 | FA    |
| 2    |         | Dominic Condrau Jan Jonah Plock Scott Bärlocher Maurin Lange                  | Suisse    | 5 min 52 s 55 | FA    |
| 3    |         | Kristoffer Brun Oscar Stabe Helvig Jonas Slettemark Juel Erik André Solbakken | Norvège   | 5 min 53 s 13 | FB    |
| 4    |         | Tõnu Endrekson Mikhail Kushteyn Johann Poolak Allar Raja                      | Estonie   | 5 min 55 s 74 | FB    |
| 5    |         | Leontin Nutescu Andrei Lungu Florin Bogdan Horodisteanu Ioan Prundeanu        | Roumanie  | 5 min 56 s 32 | FB    |

### Finales
| Rang                                | Couloir | Rameur                                                          | Pays            | Temps         | Notes |
| ----------------------------------- | ------- | --------------------------------------------------------------- | --------------- | ------------- | ----- |
| Médaille d'or, Jeux olympiques      |         | Lennart van Lierop Finn Florijn Tone Wieten Koen Metsemakers    | Pays-Bas        | 5 min 42 s 00 |       |
| Médaille d'argent, Jeux olympiques  |         | Luca Chiumento Luca Rambaldi Giacomo Gentili Andrea Panizza     | Italie          | 5 min 44 s 40 |       |
| Médaille de bronze, Jeux olympiques |         | Fabian Barański Mateusz Biskup Dominik Czaja Mirosław Ziętarski | Pologne         | 5 min 44 s 59 |       |
| 4                                   |         | Tom Barras Callum Dixon Matt Haywood Graeme Thomas              | Grande-Bretagne | 5 min 46 s 51 |       |
| 5                                   |         | Anton Finger Max Appel Tim Ole Naske Moritz Wolff               | Allemagne       | 5 min 50 s 62 |       |
| 6                                   |         | Dominic Condrau Jan Jonah Plock Scott Bärlocher Maurin Lange    | Suisse          | 5 min 58 s 04 |       |

| Rang | Couloir | Rameur                                                                        | Pays     | Temps         | Notes |
| ---- | ------- | ----------------------------------------------------------------------------- | -------- | ------------- | ----- |
| 7    |         | Tõnu Endrekson Mikhail Kushteyn Johann Poolak Allar Raja                      | Estonie  | 5 min 50 s 55 |       |
| 8    |         | Kristoffer Brun Oscar Stabe Helvig Jonas Slettemark Juel Erik André Solbakken | Norvège  | 5 min 51 s 88 |       |
| 9    |         | Leontin Nutescu Andrei Lungu Florin Bogdan Horodisteanu Ioan Prundeanu        | Roumanie | 5 min 54 s 77 |       |